# Nysa Miasto
Nysa Miasto – zlikwidowana stacja kolejowa w Nysie, w województwie opolskim, w Polsce.